# Wind Music Awards 2007
La prima edizione dei Wind Music Awards è andata in onda in prima serata su Italia 1 il 14 giugno 2007 dall'Auditorium della Conciliazione a Roma.
La manifestazione, registrata il 6 giugno 2007, è stata condotta da Cristina Chiabotto, con la partecipazione di Ambra Angiolini e Giancarlo Giannini.

## Esibizioni
La lista riporta le esibizioni in ordine di apparizione sul palco.
- Zucchero Fornaciari – Occhi / Un kilo
- Claudio Baglioni – Mille giorni di te e di me / La vita adesso
- Biagio Antonacci – Lascia stare
- Gianna Nannini – Dolente Pia
- Giovanni Allevi e Giancarlo Giannini
- Tiziano Ferro – Ti scatterò una foto
- Laura Pausini - Spaccacuore
- Nek – Instabile
- Gigi D'Alessio – Canterò di te
- Simone Cristicchi - L'italia di Piero
- Elisa – Stay
- Antonello Venditti – Lacrime di pioggia

## Ospiti
La lista riporta l'ordine di apparizione sul palco.
- Neri Marcorè
- Giorgio Panariello
- Fiorello
- Rossella Brescia
- Enrico Brignano
- Enrico Silvestrin
- Fabio Cannavaro (video messaggio)
- Raffaella Carrà (video messaggio)
- Martina Stella (video messaggio)
- Carlo Verdone (video messaggio)
- Paul McCartney (video messaggio)
- Massimo Ranieri
- Giorgio Pasotti
- Luisa Ranieri

## Artisti premiati
Sono stati premiati gli artisti che hanno venduto oltre 150 000 copie dei loro album e quelli che hanno venduto oltre 30 000 copie dei loro DVD.
- Elisa per Soundtrack '96-'06
- Giorgia per MTV Unplugged
- Zucchero Fornaciari per Fly
- Claudio Baglioni per Quelli degli altri tutti qui
- Biagio Antonacci per Vicky Love
- Antonello Venditti per Diamanti
- Laura Pausini per Io canto
- Tiziano Ferro per Nessuno è solo
- Anna Tatangelo per Ragazza di periferia
- Nek per Nella stanza 26
- Gigi D'Alessio per Made in Italy
- Luciano Ligabue per Nome e cognome
- Gianna Nannini per Grazie
- Simone Cristicchi per Dall'altra parte del cancello
- Vasco Rossi per The Platinum Collection

## Ascolti
| Prima TV Italia | Telespettatori | Share  |
| --------------- | -------------- | ------ |
| 14 giugno 2007  | 2.589.000      | 12,46% |